# Brooke Knows Best
Brooke Knows Best ist eine amerikanische Reality-Show, die das Alltagsleben von Brooke Hogan begleitet. Sie ist eine US-amerikanische Sängerin und Tochter des Profi-Wrestlers Hulk Hogan. Die Show ist ein Ableger der Reality-Show ihres Vaters, Hogan Knows Best, in der sie und ihre Familie von Kameras begleitet wurden.
Premiere hatte die Show am 13. Juli 2008 auf dem amerikanischen Fernsehsender VH1. Die Serie wurde ab 17. August 2008 auch auf MTV ausgestrahlt.
Nach zwei Saisonen wurde die Serie gecancelt.

## Handlung
Nachdem Brooke lange Zeit unter der Aufsicht ihres Vaters stand, zieht sie nach Miami um ihre Gesangskarriere voranzutreiben. Dabei lernt sie eine Menge neuer Lektionen über das Leben als junge, eigenständige Frau. Zur Seite stehen ihr dabei ihre Mitbewohner Ashley Menendez und Glenn Douglas Packard und natürlich auch ihre getrennt lebenden Eltern Hulk und Linda Hogan, die ihre Tochter oft besuchen kommen.